# Jon Björnsson
Jon Björnsson, född i Östra Ämtervik, död 1666 i Stråbergsmyren, var en svensk bergsman, nämndeman (häradsdomare) och riksdagsman.

## Biografi
Björnsson var bergsman i Stråbergsmyren i Karlskoga socken, tillika nämndeman i Karlskoga bergslag år 1632, häradsomare 1649 därstädes och sedermera riksdagsman för Karlskoga bergslag vid riksdagarna 1643 och 1650. Han begärde avsked från ämbetsposten som häradsdomare 1666. 
Björnsson grundade Stråbergsmyren i Karlskoga socken, vilket upptogs i jordeboken 1620.